# Rijnstraat (Amsterdam)
De Rijnstraat is een straat in de Amsterdamse Rivierenbuurt in stadsdeel Zuid. De straat gelegen op in 1896 geannexeerd gebied van de gemeente Nieuwer Amstel is bij een raadsbesluit van 22 maart 1922 vernoemd naar de rivier de Rijn en is precies een kilometer lang.

## Verkeersader
De Rijnstraat is een belangrijke verkeersader. De straat begint waar de Van Woustraat ophoudt. De Rijnstraat loopt aan het einde over in de Nieuwe Utrechtseweg, die deel uitmaakt van de snelweg A2. Voor automobilisten die Amsterdam via de A2 over de Utrechtsebrug binnenkomen is de Rijnstraat het eerste wat ze van het vooroorlogse Amsterdam zien.

## Winkelstraat en winkelcentrum
Naast verkeersader is de Rijnstraat ook een drukbezochte winkelstraat. De straat wordt gedomineerd door veel kleine ondernemers, zoals bakkers, slagers en groentezaken, en een viertal grote supermarkten. Het middelste gedeelte van de straat bestond voorheen uit slechts één winkel, die van elektronicaconcern RAF. Deze winkel nam bijna twee huizenblokken in beslag. Tot 2011 had RAF nog één vestiging in de straat maar werd dat jaar overgenomen door Hi-Fi Klubben. RAF is daar begonnen als een kleine witgoedzaak, opgericht door Igor Rafalovich, die tijdens de Hongaarse Opstand uit Boedapest was gevlucht.

## Renovatie
Eind juli 2008 ging de Rijnstraat voor lange tijd op de schop. Er diende nog steeds werkzaamheden te worden uitgevoerd, omdat het wegdek van de straat hard aan vervanging toe was door het intensieve gebruik ervan. Aangezien de straat een drukke verkeersader en winkelstraat is vreesde de (kleine) ondernemers voor inkomstenverlies. Om de verkeersoverlast te beperken werd de straat gefaseerd  aangepakt. Als eerste werd de even zijde tussen de Van Woustraat en de Vrijheidslaan aangepakt. Vanaf 2009 volgde de oneven zijde en pas daarna het stuk tussen de Vrijheidslaan en de Trompenburgstraat. Als laatste werd het stuk naar de President Kennedylaan vernieuwd.

## Verbindingswegen
De Rijnstraat kruist twee andere belangrijke verkeersaders, die in oost-westelijke richting door Amsterdam lopen. Dit zijn de President Kennedylaan (bij de snelweg A2) en de Vrijheidslaan/Victorieplein (meer richting het centrum).

## Openbaar vervoer
Tot 2013 reed tramlijn 25 door het zuidelijke gedeelte van de straat. Het spoor staduitwaarts is naderhand opgebroken terwijl het spoor stadinwaarts tussen de Lekstraat en het Victorieplein in gebruik blijft voor uitrukkende trams uit de remise Lekstraat. Door het noordelijke gedeelte van de Rijnstraat rijdt vanaf de Van Woustraat tot aan de Vrijheidslaan tramlijn 4, die bij laatstgenoemde straat afbuigt richting RAI.

## Fotogalerij

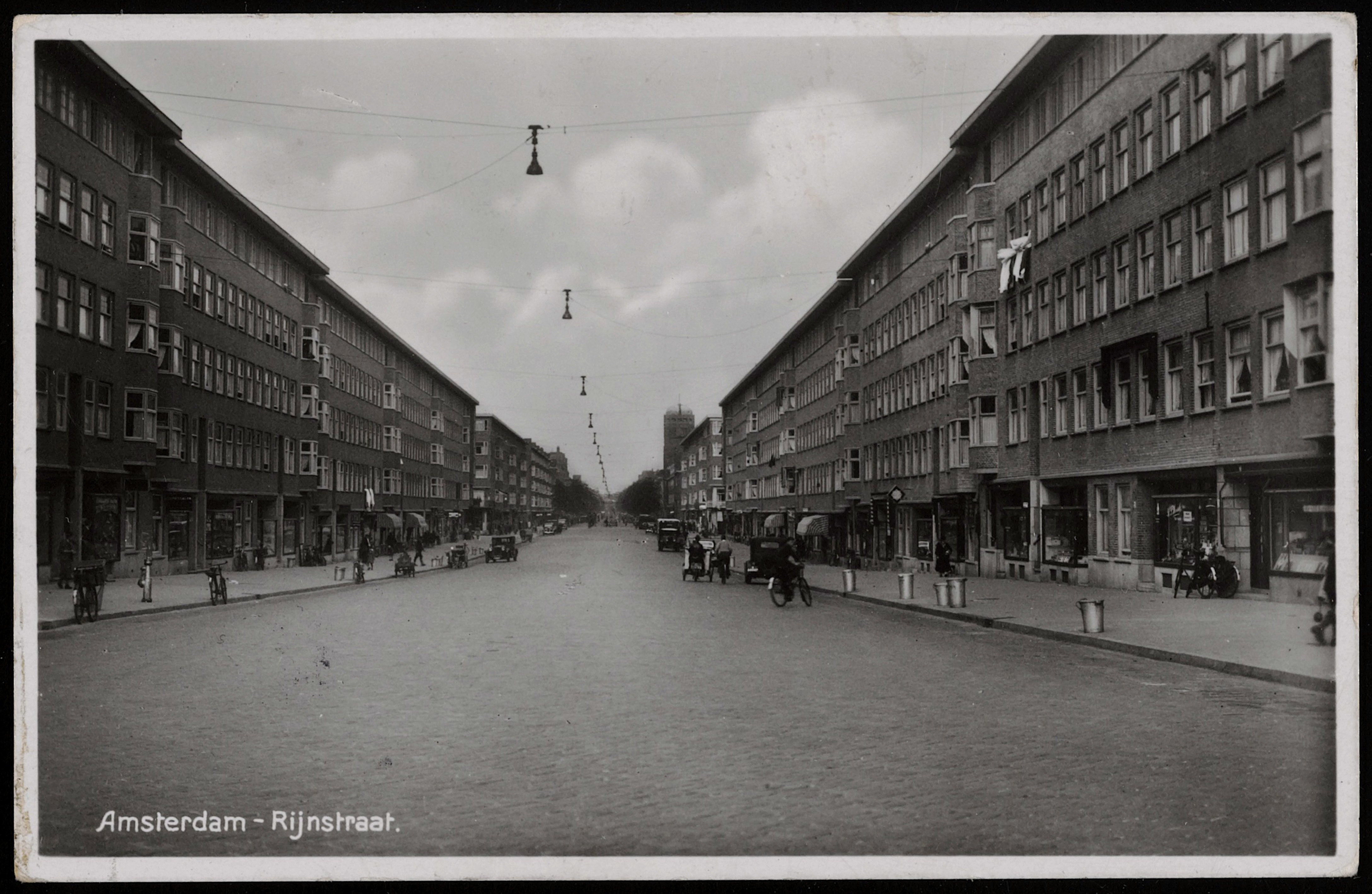
Rijnstraat in 1923
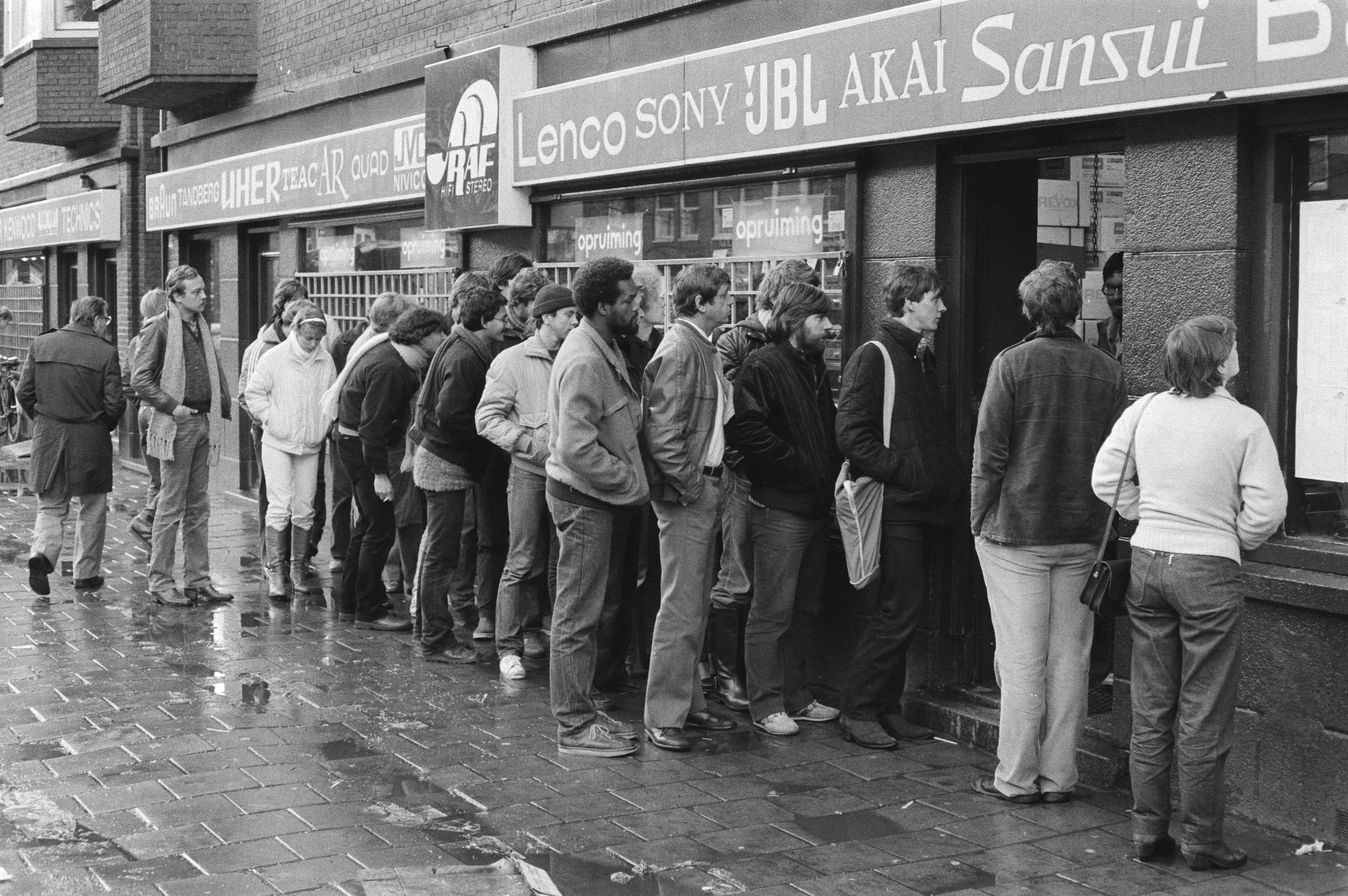
Uitverkoop bij Raf in 1981
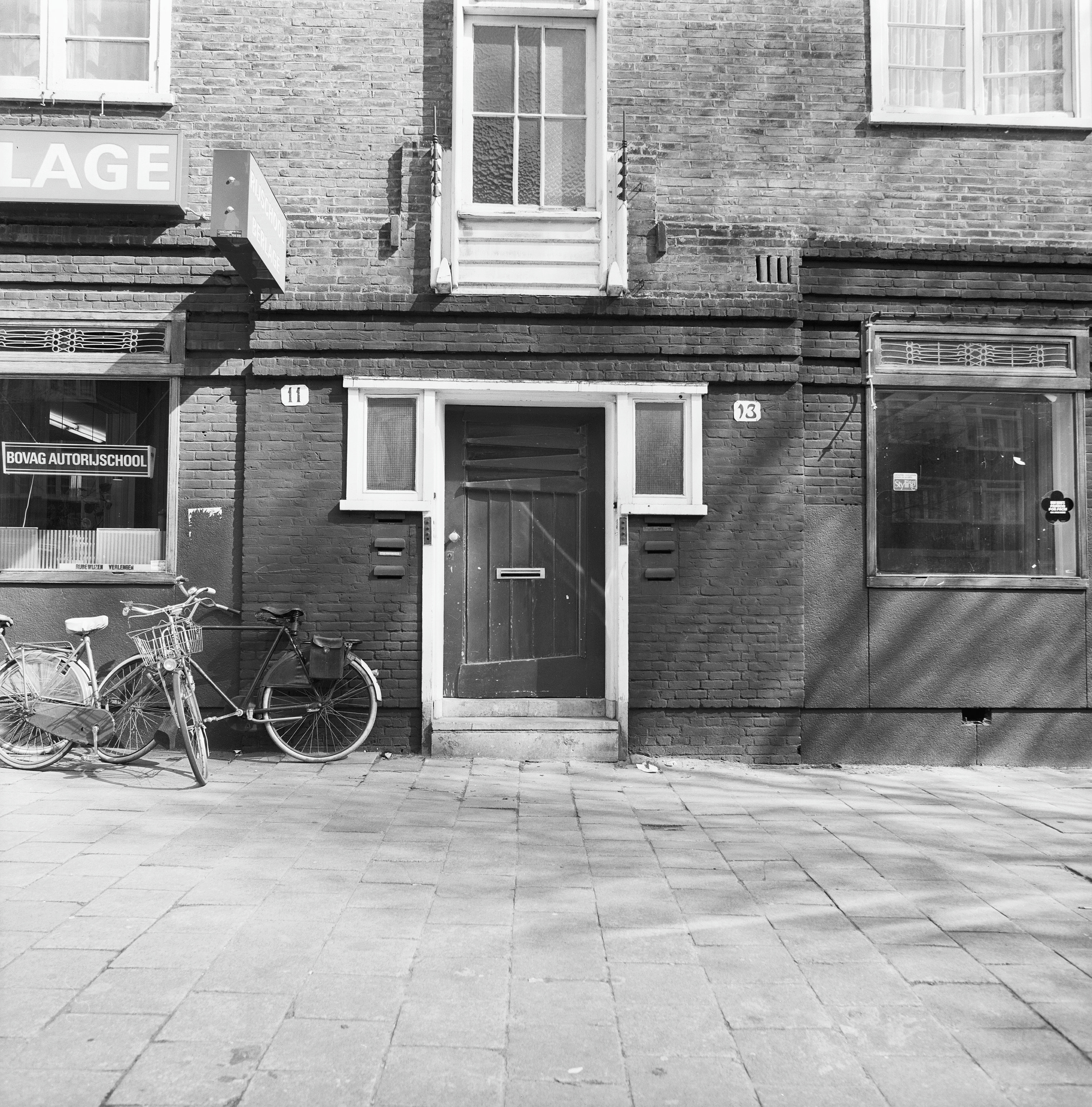
Rijnstraat 11-13, 1977
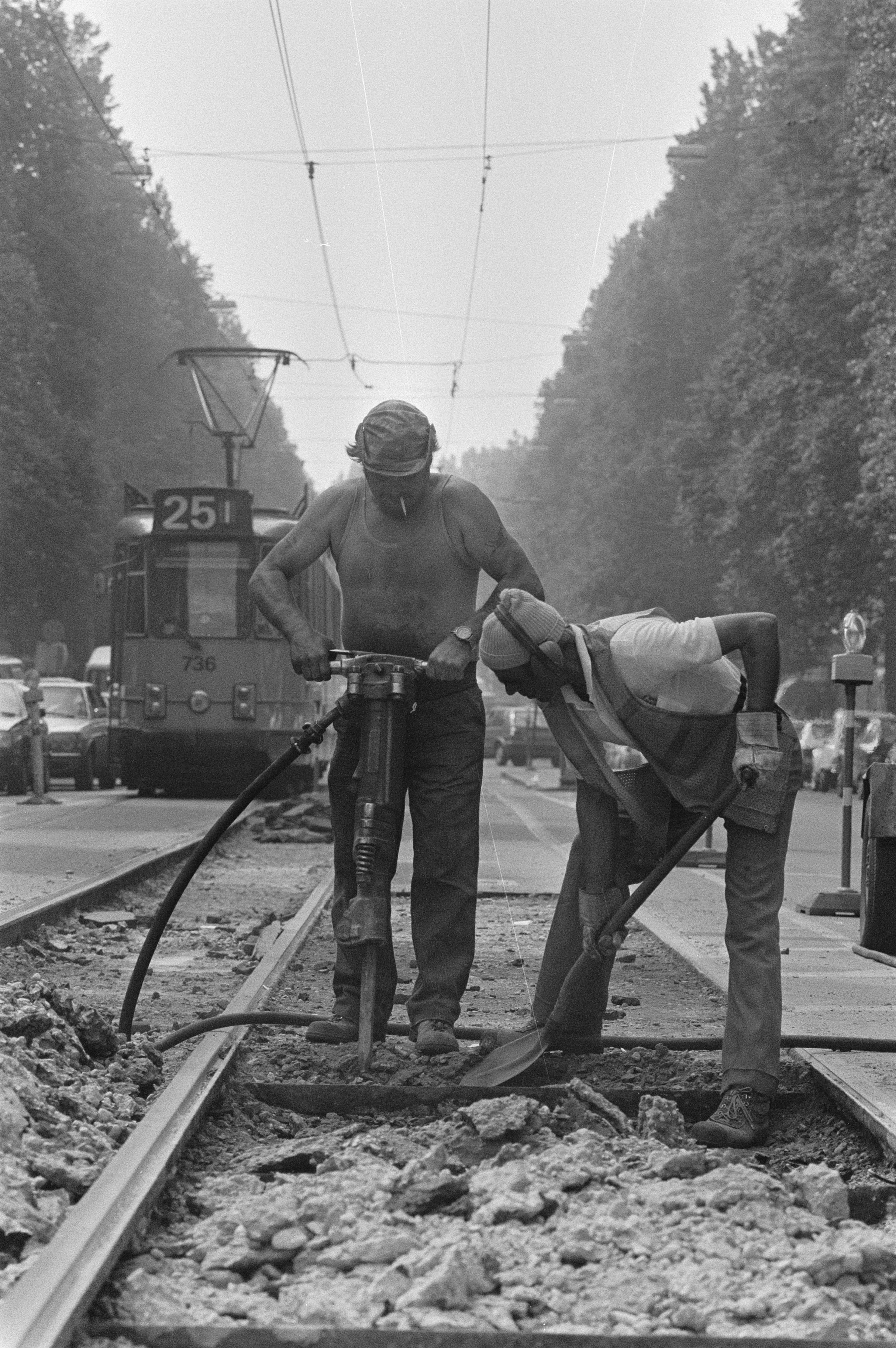
Werk aan trambaan lijn 25 Rijnstraat in 1986

## Driemond
Sinds 12 oktober 1964 bestond er in Driemond, gemeente Weesperkarspel, ook een Rijnstraat. Op 1 augustus 1966 werd Driemond door Amsterdam geannexeerd en werd besloten de naam van deze straat te wijzigen in "Winterstraat" om verwarring te voorkomen.